# Clibanarius harisi
Clibanarius harisi is een tienpotigensoort uit de familie van de Diogenidae. De wetenschappelijke naam van de soort is voor het eerst geldig gepubliceerd in 2003 door Rahayu.